# ولودیمیر لوین
ولودیمیر لوین (انگلیسی: Volodimir Levin؛ زادهٔ ۲۳ ژانویهٔ ۱۹۸۴) بازیکن فوتبال اهل اوکراین است.
از باشگاه‌هایی که در آن بازی کرده است می‌توان به باشگاه فوتبال شماخی، باشگاه فوتبال قبله، و باشگاه فوتبال چورنومورتس اودسا اشاره کرد.
وی همچنین در تیم ملی فوتبال جمهوری آذربایجان بازی کرده است.